# Monistrol-d'Allier
 Monistrol-d'Allier  es una población y comuna francesa, situada en la región de Auvernia, departamento de Alto Loira, en el distrito de Le Puy-en-Velay y cantón de Saugues.
Forma parte del recorrido de la Via Podiensis del Camino de Santiago.

## Demografía
| 557 | 490 | 395 | 340 | 312 | 256 |
| Para los censos de 1962 a 1999 la población legal corresponde a la población sin duplicidades (Fuente: INSEE [Consultar]) |     |     |     |     |     |